# Wydawnictwo Naukowe Chrześcijańskiej Akademii Teologicznej w Warszawie
Wydawnictwo Naukowe Chrześcijańskiej Akademii Teologicznej w Warszawie, w skrócie: Wydawnictwo Naukowe ChAT – jednostka organizacyjna Chrześcijańskiej Akademii Teologicznej w Warszawie, której zadaniem jest w szczególności publikowanie prac autorstwa nauczycieli akademickich tej uczelni, w tym książek, oraz trzech czasopism naukowych: „Rocznik Teologiczny”, „Studia i Dokumenty Ekumeniczne”, „Studia z Teorii Wychowania”.

## Historia
Wydawnictwo pierwotnie nosiło nazwę Wydawnictwo Literatury Religijnej. W roku 1971 przemianowano je na Wydawnictwo Chrześcijańskiej Akademii Teologicznej w Warszawie. Po 2004 przyjęło nazwę Wydawnictwo Naukowe ChAT.
W styczniu 2019 Minister Nauki i Szkolnictwa Wyższego zamieścił wydawnictwo w wykazie wydawnictw publikujących recenzowane monografie naukowe. Publikacja monografii w WN ChAT powoduje uzyskanie 80 punktów na potrzeby ewaluacji działalności naukowej.
Redaktorem naczelnym wydawnictwa jest prof. Tadeusz J. Zieliński.

## Wybrane publikacje
- Marek Ambroży (red.), 50 lat Chrześcijańskiej Akademii Teologicznej w Warszawie (2004)
- Jan Anchimiuk, „Aniołów sądzić będziemy”. Elementy antropologii i angelologii w pierwszym liście św. Apostoła Pawła do Koryntian (1981)
- Edward Bałakier, Sprawa Kościoła narodowego w Polsce XVI wieku (1962)
- Edward Bałakier, Teologia moralna fundamentalna. Cz. 1 (1970)
- Edward Bałakier, Sakramentologia starokatolicka (1980)[6]
- Elżbieta Bednarz, Strategia indywidualizacji w dydaktyce inkluzyjnego kształcenia religijnego (2017)
- Marian Bendza, Historia Kościoła prawosławnego Grecji (2017) ISBN 978-83-60273-39-5
- Marian Bendza, Prawosławna diecezja przemyska w latach 1596–1681 (1982)
- Marian Bendza, Tendencje unijne względem Cerkwi Prawosławnej w Rzeczypospolitej w latach 1674–1686. Rozprawa habilitacyjna (1987)
- Olgierd Benedyktowicz, Poradnictwo pastoralne w praktyce. Duszpasterstwo i psychoterapia (2002)
- Witold Benedyktowicz, Co powinniśmy czynić. Zarys ewangelickiej etyki teologicznej, wyd. 2 (1993)
- Dawid Binemann-Zdanowicz, Uregulowanie stanu prawnego nieruchomości Kościoła Ewangelicko-Augsburskiego w III RP (2020; współwydawca: Ośrodek Wydawniczy Augustana) ISBN 978-83-60273-58-6
- Andrzej (Borkowski), Modlitwa w prawosławnej tradycji filokalicznej (2021) ISBN 978-83-60273-64-7
- Jarosław Charkiewicz (red.), Uczelnia dialogu. Chrześcijańska Akademia Teologiczna w Warszawie (2022) ISBN 978-83-60273-72-2
- Elżbieta Czykwin, Metafory w naukach społecznych. Zasadność aplikacyjna (2021) ISBN 978-83-60273-69-2 (publikacja wyłącznie w formie elektronicznej)
- Elżbieta Czykwin, Wiedza społeczna w metaforze (2024) ISBN 978-83-60273-76-0
- Wojciech Gajewski, Jan Mironczuk (red.), Pentekostalizm w Polsce. Historia i współczesność (2024) ISBN 978-83-60273-82-1 (współwydawcy: Ostrołęckie Towarzystwo Naukowe im. Adama Chętnika w Ostrołęce, Wyższa Szkoła Teologiczno-Społeczna w Warszawie)
- Woldemar Gastpary, Historia Kościoła. Okres starożytny (1967)
- Woldemar Gastpary, Sprawa toruńska 1724 (1969)
- Woldemar Gastpary, Historia Kościoła. Okres starożytny (1970)
- Woldemar Gastpary, Historia Kościoła. Okres nowożytny (1972, 1979)
- Woldemar Gastpary, Historia Kościoła. Okres średniowieczny (1973)
- Woldemar Gastpary, Historia protestantyzmu w Polsce od połowy XVIII wieku do I wojny światowej (1977)
- Woldemar Gastpary, Protestantyzm w Polsce w dobie dwóch wojen światowych. Cz. 1, 1914-1939 (1978)
- Woldemar Gastpary, Historia Kościoła w Polsce (1979)
- Woldemar Gastpary, Protestantyzm w Polsce w dobie dwóch wojen światowych. Cz. 2, 1939-1945 (1981)[7]
- Jerzy Gryniakow, Duszpasterstwo ewangelickie (1980)
- Jerzy Gryniakow, Ekumeniczne dążenia protestantyzmu polskiego od traktatu warszawskiego 1767/68 do II wojny światowej (1972)
- Marcin Hintz, Etyka ewangelicka i jej wymiar eklezjalny. Studium historyczno-systematyczne (2007)
- Marcin Hintz, Michał Hucał, Wielowymiarowość ewangelickiego prawa kościelnego. Analiza porównawcza i teologiczno-prawna (2018)
- Marcin Hintz, Michał Hucał (red.) Ewangelickie Prawo Kościelne 1918-2018. Zbiór tekstów prawnych Kościołów ewangelickich w Polsce (2018)
- Marcin Hintz, Tadeusz J. Zieliński (red.), Ekumenizm i ewangelicyzm. Studia ofiarowane profesorowi Karolowi Karskiemu w 70. urodziny (2010)
- Barbara Imiołczyk, Joanna Troszczyńska-Reyman, Tadeusz J. Zieliński (red.), Uszanujmy zmarłych. Problematyka ochrony starych cmentarzy i perspektyw prawa pogrzebowego (2022) ISBN 978-83-60273-67-8
- Jego Eminencja, Wielce Błogosławiony Anastazy, Arcybiskup Tirany, Durrës i Całej Albanii – doktor honoris causa Chrześcijańskiej Akademii Teologicznej w Warszawie, red. Helena Kwiatkowska (2022) ISBN 978-83-60273-73-9
- Jarosław Kadylak, Anaforalny aspekt idei harmonii w kulturze starożytnej Grecji (1990)
- Karol Karski, Od Edynburga do Porto Alegre. Sto lat dążeń ekumenicznych (2007)
- Karol Karski, Protestanci i ekumenizm. Wkład spadkobierców Reformacji w dzieło jedności (2001)
- Karol Karski, Symbolika. Zarys wiedzy o kościołach i wspólnotach chrześcijańskich (wyd. 2, 2003)
- Andrzej P. Kluczyński, Książę pokoju (Iz 9,5). Obraz monarchii izraelskiej w księgach prorockich Starego Testamentu (2012)
- Andrzej P. Kluczyński, Zbawienie Izraela w Księgach Aggeusza i Zachariasza 1–8 (2021) ISBN 978-83-60273-65-4 (publikacja wyłącznie w formie elektronicznej)
- Jakub (Kostiuczuk), Społeczne nauczanie Kościoła prawosławnego (2020, wyd. 2) ISBN 978-83-60273-55-5
- Małgorzata Kowalczyk, Petr Poslední, Jiří Studený, Połączyła nas literatura. Polsko-czeskie spotkania literackie (2019) ISBN 978-83-60273-51-7
- Rościsław Kozłowski, Koncepcja Kościoła w myśli teologicznej Mikołaja Afanasjewa (1990)
- Rościsław Kozłowski, Rosyjska eklezjologia prawosławna w XIX-XX wieku (1988)
- Rościsław Kozłowski, Teologia moralna. Zarys prawosławnej nauki o moralności chrześcijańskiej (2011)
- Księga jubileuszowa z okazji 70-lecia urodzin ks. prof. dr. Jana Szerudy (1959)
- Urs Küry, Kościół starokatolicki. Historia, nauka, dążenia, tłum. i oprac. nauk. pod kier. Wiktora Wysoczańskiego (1996)
- Stefan Tomasz Kwiatkowski, Uwarunkowania skuteczności zawodowej kandydatów na nauczycieli wczesnej edukacji. Studium teoretyczno-empiryczne (2018)
- Mikołaj Lenczewski, Studium teologii prawosławnej na Uniwersytecie Warszawskim w latach 1925–1939 (1992)
- Rafał M. Leszczyński, Główne problemy i kierunki w filozofii (2010)
- Rafał M. Leszczyński, Ewa Jóźwiak (red.), Ulryk Zwingli – teolog, humanista, reformator, (2020) ISBN 978-83-60273-60-9
- Rafał M. Leszczyński, Mikołaj Rej i wychowanie dla cnoty w »Żywocie człowieka poczciwego« (2020) ISBN 978-83-60273-59-3
- Marcin Luter, O niewolnej woli, przekł. z łac. dokonał, wstępem i objaśnieniami opatrzył Wiktor Niemczyk (1979)
- Zachariasz Łyko, Elementy psychologii ogólnej (1989)
- Zachariasz Łyko, Zarys filozofii chrześcijańskiej (1995)
- Janusz T. Maciuszko, Ewangelicka postyllografia polska XVI-XVIII wieku (1987)
- Janusz T. Maciuszko, Konfederacja warszawska 1573 roku (1984)
- Janusz T. Maciuszko, Mikołaj Rej - zapomniany teolog ewangelicki z XVI w. (2002)
- Janusz T. Maciuszko, Symbole w religijności polskiej doby baroku i kontrreformacji (1986)
- Janusz T. Maciuszko, Wprowadzenie do nauk o religii (1992)
- Tomasz Dariusz Mames, Eucharystia Kościoła Starokatolickiego Mariawitów (2022) ISBN 978-83-60273-66-1
- Andrzej Michalski, Morasha znaczy dziedzictwo. Fenomen szkół Lauderowskich w Polsce i innych krajach Europy” (2024) ISBN 978-83-60273-80-7
- Bogusław Milerski (red.), Elementy pedagogiki religijnej (1998)
- Bogusław Milerski, Religia a szkoła. Status edukacji religijnej w szkole w ujęciu ewangelickim (1998)
- Bogusław Milerski, Hermeneutyka pedagogiczna. Perspektywy pedagogiki religii (2011)
- Jan Bogusław Niemczyk, Kompendium wstępu do Starego Testamentu (1973)
- Jan Bogusław Niemczyk, Alfred Tschirschnitz, Dzieje ludów biblijnych w zarysie (1978)
- Wiktor Niemczyk, Filozofia religii. Skrypt do użytku studentów Chrześcijańskiej Akademii Teologicznej na podstawie prac Bruchna i innych (1964).
- Wiktor Niemczyk, Historia dogmatów. T. 1 (1966)
- Wiktor Niemczyk, Dogmatyka ewangelicka. Cz. 1, Prolegomena (1967)
- Wiktor Niemczyk, Historia religii (oprac. Jan Bogusław Niemczyk, Janusz Tadeusz Maciuszko, 1986)
- Wiktor Niemczyk, Filozofia religii (oprac. Jan Bogusław Niemczyk, Janusz T. Maciuszko, 1987)
- Renata Nowakowska-Siuta, O edukacji w Finlandii. Studium z pedagogiki porównawczej (2021) ISBN 978-83-60273-62-3
- Renata Nowakowska-Siuta, Pedagogika porównawcza. Konteksty metodologiczne (2023) ISBN 978-83-60273-75-3
- Renata Nowakowska-Siuta, Romantyczny i pragmatyczny. Idea niemieckiego uniwersytetu neohumanistycznego i jej społeczne implikacje (2018)
- Renata Nowakowska-Siuta, Tadeusz Jacek Zieliński (red.), Odwaga odpowiedzialności. Demokratyczne przemiany życia społecznego w refleksji pedagogicznej (2019) ISBN 978-83-60273-52-4
- Renata Nowakowska-Siuta, Tadeusz J. Zieliński (red.), Profesor Zbyszko Melosik – doktor honoris causa Chrześcijańskiej Akademii Teologicznej w Warszawie” (2022) ISBN 978-83-60273-74-6
- Jerzy Ostapczuk, Cerkiewnosłowiański przekład liturgiczny perykop okresu paschalnego i święta pięćdziesiątnicy w rękopiśmiennych ewangeliarzach krótkich (2010)
- Jerzy Ostapczuk, Język grecki Nowego Testamentu Cz. I (2006)
- Jerzy Ostapczuk, Sobotnie i niedzielne perykopy liturgiczne z ewangelii Mateusza w cerkiewnosłowiańskich lekcjonarzach krótkich (2013)
- Jerzy Pańkowski, Abel Popławski (red.), Unia brzeska – zwodnicza iluzja zjednoczenia chrześcijan Wschodu i Zachodu (2023) ISBN 978-83-60273-79-1
- Jerzy Pańkowski, Nie zaniedbuj w sobie daru łaski… Rozważania o kapłaństwie (2016)
- Jerzy Pańkowski, Śmierć, pogrzeb i modlitwa za zmarłych w Kościele prawosławnym (2018)
- Jerzy Pańkowski, Misterium metanoi i spowiedzi (2020) ISBN 978-83-60273-54-8
- Jerzy Pańkowski, Teologia kerygmatu (2012)
- Jerzy Pańkowski, W poszukiwaniu Zbawienia. Bogactwo i piękno życia duchowego w ascetyczno-teologicznej myśli św. Ignacego Branczaninowa (2006)
- Agnieszka Piejka, Kultura pokoju jako wyzwanie edukacyjne (2017)
- Danuta Piekut-Brodzka (red.), Rodzina. Dziecko (2012)
- Marek Piotrowski, Requiem dla gimnazjów. Wygasić MEN, powołać KEN (2021) ISBN 978-83-60273-70-8 (publikacja wyłącznie w formie elektronicznej)
- Rafał Prostak, Ogród murem oddzielony od pustyni. Relacje Kościół–państwo, wolność sumienia i tolerancja religijna w myśli pierwszych baptystów (2020) ISBN 978-83-60273-61-6
- Borys Przedpełski, Odśrodkowe tendencje reformistyczne Kościoła Rzymskokatolickiego krajów języka niemieckiego w XVIII i XIX wieku (2013)
- Maksymilian Rode, O Kościele Jezusa Chrystusa (1961)
- Maksymilian Rode, Myśl filozoficzna starożytności i średniowiecza (1969)
- Maksymilian Rode, Myśl filozoficzna nowożytności i współczesności (1971)
- Maksymilian Rode, Zarys rozwoju myśli społecznej. Fragmenty (1971)
- Maksymilian Rode, Ideologia społeczna Nowego Testamentu. T. 1, Idee polityczne i gospodarcze (1975)
- Maksymilian Rode, Ideologia społeczna Nowego Testamentu. T. 2, Idee społeczne (1976)
- Maksymilian Rode, Ideologia społeczna Nowego Testamentu. T. 3, Instytucje społeczne, złote myśli społeczne, konkordancja (1978)
- Maksymilian Rode, Filozofia dziejów rozwoju myśli społecznej. T. 1, Prastarożytność (1979)
- Maksymilian Rode, Filozofia dziejów rozwoju myśli społecznej. 2, Starożytność (1980)
- Maksymilian Rode, Filozofia dziejów rozwoju myśli społecznej. T. 3, Średniowiecze i Nowożytność (1982)
- Maksymilian Rode, Zarys dziejów myśli filozoficznej (1982, 1984)
- Maksymilian Rode, Ideologia społeczna Nowego Testamentu (1986)[8]
- Gerhard Sauter, Być człowiekiem – człowiekiem pozostać. Zarys antropologii teologicznej (2005)
- Gerhard Sauter, Żywa nadzieja. Główne cechy chrześcijańskiego dyskursu o przyszłości (1999)
- Jakub Slawik, Deuteroizajaszowy sługa JHWH. Studium egzegetyczne (2021) ISBN 978-83-60273-56-2
- Jakub Slawik, Dosłowne i metaforyczne cudzołóstwo i prostytucja: n)p i znh w Biblii Hebrajskiej (2024) ISBN 978-83-60273-81-4
- Jakub Slawik, Egzegeza Starego Testamentu. Wprowadzenie do metod egzegetycznych (2004)
- Jakub Slawik, Hiob przed Bogiem. Studium egzegetyczne prologu i epilogu Księgi Hioba oraz mów Hioba (2010)
- Jerzy Sojka, Stawanie się wspólnotą. Wieczerza Pańska jako »nota ecclesiae« w publikacjach Światowej Federacji Luterańskiej (2021, ISBN 978-83-60273-57-9)
- Jerzy Sojka, Widzialne Słowo. Sakramenty w luterańskiej „Księdze zgody” (2016, ISBN 978-83-60273-37-1)
- Jan Szeruda, Amos. Prorok i proroctwo (1960)
- Dominik Tomczyk, Apostoł a charyzmat w Corpus Paulinum. Charyzmatyczny czy instytucjonalny obraz pierwotnego Kościoła w Nowym Testamencie? (2025) ISBN 978-83-60273-83-8
- Alfred Tschirschnitz, Kult Baala i Aszery w tekstach Starego Testamentu. Studium historyczno-teologiczne (2009)
- Alfred Tschirschnitz, Kalina Wojciechowska, Gramatyka języka hebrajskiego w zarysie (1996)
- Manfred Uglorz, Introdukcja do Nowego Testamentu (1994)
- Manfred Uglorz, Obecność Boga w chrystologicznej refleksji ewangelisty Jana (1988)
- Manfred Uglorz, Od samoświadomości do świadectwa wiary. Wprowadzenie do dogmatyki ewangelickiej (1995)
- Manfred Uglorz, Teologia zwiastowania i czynów Jezusa (1999)
- Marek Jerzy Uglorz, Jezus Chrystus wczoraj i dziś, ten sam i na wieki. Chrystologiczne wyznanie Listu do Hebrajczyków (2009)
- Anna Walczak, Pomiędzy rolą przypisaną i realizowaną. Portret z rodzin wielkomiejskich (2021) ISBN 978-83-60273-68-5 (publikacja wyłącznie w formie elektronicznej)
- Bogusław Widła, Teologia antropologiczna Starego Testamentu (2004)
- Szczepan Włodarski, Zarys dziejów papiestwa (1961)
- Szczepan Włodarski, Kulisy nieomylności (1962)
- Szczepan Włodarski, Idea nieomylności Kościoła w eklezjologii patrystycznej (1963)
- Szczepan Włodarski, Patrologia (1963)
- Szczepan Włodarski, Historia papiestwa t. l (do 1073 r.) (1964)
- Szczepan Włodarski, Historia Kościoła Polskokatolickiego t. l (do 1946 r.) (1964)
- Szczepan Włodarski, Teologia systematyczna starokatolicka. Chrystologia (1968)
- Szczepan Włodarski, Teologia systematyczna starokatolicka. Cz. II: O łasce i usprawiedliwieniu (1970)
- Szczepan Włodarski, Prymat w Kościele. Starokatolickie studium biblijno-historyczne (1971)[9][10]
- Tadeusz Wojak, Ustawy kościelne w Prusach Książęcych w XVI wieku (1993)
- Kalina Wojciechowska, Wsiewołod Konach (red.), Ku Słowu, Ku Kościołowi, ku Światu, ku Słowu. Księga pamiątkowa ofiarowana Arcybiskupowi Jeremiaszowi (Janowi Anchimiukowi) w 70. rocznicę urodzin (2013)
- Kalina Wojciechowska, Mariusz Rosik, Głosząc przyjście Pana. Komentarz strukturalny do Drugiego Listu św. Piotra (2022) ISBN 978-83-60273-71-5
- Kalina Wojciechowska, Opowiadam wam jak Piotr. Elementy stylu i stylizacji w ewangelii Marka (2003)
- Kalina Wojciechowska, Mariusz Rosik, Mądrość zstępująca z góry. Komentarz strukturalny do Listu św. Jakuba (2018)
- Kalina Wojciechowska, Mariusz Rosik, Oczekując miłosierdzia. Komentarz strukturalny do Listu św. Judy (2020) ISBN 978-83-60273-53-1
- Włodzimierz Wołosiuk, Śpiew wiary i miłości. Twórczość sakralno-muzyczna ks. Piotra Gutkiewicza (2021) ISBN 978-83-60273-63-0; wydanie drugie rozszerzone: ISBN 978-83-60273-85-2 (2025)
- Włodzimierz Wołosiuk, Tendencje repertuarowe Międzynarodowego Festiwalu Muzyki Cerkiewnej w Hajnówce w latach 1982–2001. Studium teologiczno-muzyczne (2024) ISBN 978-83-60273-77-7
- Włodzimierz Wołosiuk, Wschodniosłowiańscy kompozytorzy muzyki cerkiewnej od XVII do 1. połowy XX wieku i obecność ich utworów w nabożeństwach Polskiego Autokefalicznego Kościoła Prawosławnego (2005)
- Włodzimierz Wołosiuk, Wschodniosłowiańskie pieśni religijne. Ich geneza, struktura i zarys rozwoju (2013)
- Włodzimierz Wołosiuk, Zjawisko kontrafaktury we wschodniosłowiańskim prawosławnym śpiewie liturgicznym. Zagadnienia wybrane (2017)
- Wiktor Wysoczański, Michał Pietrzak, Prawo kościołów i związków wyznaniowych nierzymskokatolickich w Polsce (1997)
- Tadeusz J. Zieliński (red.), Bezstronność religijna, światopoglądowa i filozoficzna władz Rzeczypospolitej Polskiej (2009)
- Tadeusz J. Zieliński (red.), Ku nowemu prawu pogrzebowemu. Analizy – projekty prawodawcze – konteksty (2025) ISBN 978-83-60273-84-5
- Tadeusz J. Zieliński (red.), Obecność religii w publicznym systemie oświaty w aspekcie prawnym (2012)
- Tadeusz J. Zieliński, Protestantyzm ewangelikalny. Studium specyfiki religijnej (2013)
- Tadeusz J. Zieliński, Iustificatio impii. Usprawiedliwienie „sola fide” jako główny artykuł wiary protestancko-konserwatywnego nurtu Kościoła Anglii (2002)
- Tadeusz J. Zieliński, Państwowy Kościół Anglii. Studium prawa wyznaniowego (2016)[11]
- Tadeusz J. Zieliński, Michał Hucał (red.), Prawo do prywatności w Kościołach i innych związkach wyznaniowych. Od tajemnicy duszpasterskiej do ochrony danych osobowych (2019) ISBN 978-83-60273-49-4
- Tadeusz J. Zieliński, Michał Hucał (red.), Prawo małżeńskie Kościołów chrześcijańskich w Polsce a forma wyznaniowa zawarcia małżeństwa cywilnego (2016) ISBN 978-83-60273-38-8
- Aleksy Znosko, Prawosławne prawo kościelne. Cz. 1 (1973)
- Aleksy Znosko, Prawosławne prawo kościelne. Cz. 2 (Zagadnienia wybrane) (1975)